# Sheree J. Wilson
Sheree J. Wilson, född 12 december 1958 i Rochester, Minnesota, är en amerikansk skådespelare.
Wilson föddes i Minnesota men flyttade till Colorado vid sju års ålder, där hon lärde sig att rida. Hon vann 1995 års National Multiple Sclerosis Rodeo. Hon känner ännu varmt för hästar och räddade nyligen[när?] en pensionerad tävlingshäst och skapade 2008 "Vit Bridle Humane Society", en icke-vinstinriktad organisation i Texas där hon fungerar som vice ordförande.
Wilson är känd för roller som April Stevens i Dallas, där hon medverkade under fem år 1986–1991, och som distriktsåklagare Alex Cahill i Walker, Texas Ranger (1993–2001), där hon spelade mot Chuck Norris.

## Filmografi i urval
- 1985 – Ring så mördar vi
- 1985 – Tre nördar i Palm Springs
- 1985–1986 – Our family Honor (TV-serie)
- 1986–1991 – Dallas (TV-serie)
- 1993 – Hellbound
- 1993–2001 – Walker Texas Ranger (TV-serie)
- 1994 – Walker Texas Ranger: Deadly reunion
- 2004 – Birdie and Bogey
- 2005 – Mystery Woman: Game Time
- 2005 – Walker, Texas Ranger: Trial by Fire
- 2006 – Killing down
- 2011 – Easy Rider: The Ride Back
- 2011 – True Gun